# Radio Gold FM
Radio Gold FM (fostul Radio Total) este un post de radio din București, lansat la data de 16 octombrie 2008 ce emite pe frecvența 96.9 MHz.
Gold FM difuzează în principal muzica anilor '60, '70 și '80, sub sloganul „Greatest Hits”. Face parte din divizia radio a trustului Realitatea-Cațavencu, alături de Radio Guerrilla și Realitatea FM.

## Istoric
Radio Total a fost lansat în anul 1993, de Cornel Nistorescu, acționar la Evenimentul Zilei în acea perioadă, împreună cu Liviu Tofan, jurnalist la Europa Liberă.
Postul avea multe emisiuni de știri și talk-show-uri.
În anul 1996, trustul francez Lagardere a cumpărat o parte importantă din post, iar Total a devenit mai comercial, iar emisiunile s-au axat pe divertisment.
În anul 2003, grupul Lagardere a ieșit din acționariatul Radio Total, iar în structura de proprietate a intrat Federația Sindicatelor Libere și Independente din Petrom, reprezentată de Liviu Luca. Ulterior, Radio Total a ajuns în posesia trustului Realitatea-Cațavencu.
În anul 2020 a fost achiziționat de Andrei-Cosmin Gușă, fiul lui Cozmin Gușă, schimbându-și programul de la unul predominant muzical la "talk radio", cu emisiuni de politică, economie și știri.